# Ambato megye
Ambato egy megye Argentínában, Catamarca tartományban. Székhelye La Puerta, ami 46 km-re van a tartományi fővárostól, San Fernando del Valle de Catamarcától. 1869-ben jött létre, amikor Piedra Blanca megyét két részre osztották: az egyik rész lett Paclín, a másik Ambato megye.

## Települések
A megye a következő nagyobb településekből (Localidades) áll:
- Chuchucaruana
- Colpes
- El Bolsón
- El Rodeo
- Huaycama
- La Puerta
- Las Chacritas
- Las Juntas
- Los Castillos
- Los Talas
- Los Varela
- Singuil

Kisebb települései (Parajes):
| - Cerco del Palo - Chavarría - El Chorro - El Faldeo - El Parque - El Polear - El Tabique - Humaya Norte - Humaya Sur - La Aguada - La Isla | - La Quebrada - La Quebradita - La Rinconada - Las Agüitas - Las Burras - Las Cañadas - Las Higueras - Las Piedras Blancas - Loma Cortada - Loma de las Tordillas - Los Narváez | - Los Navarros - Los Potrerillos - Puesto El Medio - Puesto Gracián - Puesto Mascareño - Puesto Serafin - Río de las Casas Viejas - Rodeo Grande - Villa El Alto |

## Gazdaság
A gazdaság alapja az állattenyésztés (szarvasmarha, ló, juh és kecske) és a mezőgazdaság. A növények elsősorban takarmánynövények, burgonya, csonthéjas gyümölcsök és diófélék.